# Dioscorea pubescens
Dioscorea pubescens är en enhjärtbladig växtart som beskrevs av Jean Louis Marie Poiret. Dioscorea pubescens ingår i släktet Dioscorea och familjen Dioscoreaceae. Inga underarter finns listade i Catalogue of Life.